# Gategården
Gategården är en bebyggelse sydost om Mjörn i Stora Lundby socken i Lerums kommun. Mellan 2015 och 2020 och åter från 2023 avgränsade SCB här en småort.